# União de Verdes e Camponeses
A União de Verdes e Camponeses (em letão: Zaļo un Zemnieku savienība) é uma coligação eleitoral na Letônia.
A coligação foi formada em 2002, através de um pacto entre dois partidos: a União dos Camponeses Letões e o Partido Verde Letão. A partido também coopera estreitamente com dois partidos localistas: Pela Letónia e Ventspils e o Partido de Liepāja.
A coligação segue uma linha centrista, agrária, ambientalista e conservadora. Também tem um forte carácter populista e crítico da União Europeia, apesar de não ser oposto à adesão da Letónia ao Euro.
A coligação é liderada por Edgars Tavars, e, apesar de cooperar com o Partido Verde Europeu, no Parlamento Europeu pertence ao grupo da Aliança dos Democratas e Liberais pela Europa. No entanto, devido às posições reacionárias, nacionalistas e anti-LGBT do Partido Verde Letão, o Partido Verde Europeu expulsou-o a 10 de novembro de 2019.
O ZZS teve o primeiro primeiro-ministro do mundo, Indulis Emsis (primeiro-ministro da Letônia em 2004), e o primeiro chefe de estado, Raimonds Vējonis (presidente da Letônia entre 2015 e 2019), afiliados ao Partido Verde Letão.

## Ideologia partidária

### Primeiros anos
A União dos Verdes e Camponeses - ao contrário dos outros partidos verdes de centro-esquerda da Europa Central - é caracterizada por posições de centro ou, segundo outros, de centro-direita. A União dos Verdes e Camponeses é baseada em sentimentos semelhantes compartilhados pelos eleitores dos dois grupos. Os letões apoiam as pequenas fazendas tradicionais e as consideram mais ecologicamente corretas do que a agricultura em grande escala: a natureza está ameaçada pelo desenvolvimento, enquanto as pequenas propriedades são ameaçadas por grandes fazendas em escala industrial. Por exemplo, após a restauração da independência, a Letónia destruiu fazendas coletivas da era soviética e devolveu terras aos seus proprietários originais (ou seus descendentes). Essa percepção resultou numa aliança entre partidos verdes e partidos agrários, o que é raro em outros países.
Alguns estudiosos acreditam que na ideologia do ZZS um traço conservador e nacionalista é identificável - especialmente em relação ao passado - com uma componente "anti-ocidental" e de direita radical.
Além disso, o programa eleitoral para as eleições parlamentares de 2006 continha propostas nacionalistas e antiliberais como: "A Letónia tornar-se-á um estado nacional, belo e poderoso, com o letão como a única língua nacional e a cultura letã dominante. Acreditamos que apenas a nação letã tem o direito de determinar o futuro da Letónia.".
Alguns membros do partido expressaram - nos comícios eleitorais para as eleições de 2002 e 2006 - visões homofóbicas e xenófobas, propondo-se como a única força política capaz de defender "não só os valores da Letónia, mas também [a sua] soberania e independência". No mesmo período, personalidades de ideologia anti-semita e contrárias às atividades filantrópicas do empresário George Soros também aderiram ao partido.

### Nos dias atuais
O partido, embora se mantenha contra a adoção do euro, tem posicionado cada vez mais ao centro, inclusive no campo económico, reduzindo assim o euroceticismo originário. Esta alteração foi apoiada pela entrada de Iveta Grigule, deputada europeia da ZZS, no grupo ALDE no Parlamento Europeu.
Em abril de 2019, por ocasião das eleições europeias, o ZZS manifestou a sua intenção de aderir ao grupo do PPE, fortemente pró-europeu e conservador. A partir do mesmo ano, Dana Reizniece-Ozola - membro do Saeima e eleita para a Comissão de Cultura, Ciência, Educação e Media da Assembleia Parlamentar do Conselho da Europa - juntou-se ao grupo PPE, igualmente chefiado pelo Partido Popular Europeu.
No entanto, em novembro de 2019, um dos membros da coligação - o Partido Verde Letão (LZP) - foi expulso do Partido Verde Europeu, devido às suas posições nacionalistas e críticas em relação aos direitos LGBT, bem como a favor da oposição ao sistema de divisão dos migrantes por quotas na UE e por ter votado contra a adopção na Letónia da Convenção de Istambul do Conselho da Europa.

## Resultados eleitorais

### Eleições parlamentares
| Data | CI. | Votos   | %            | +/-  | Deputados | +/-  | Status   |
| ---- | --- | ------- | ------------ | ---- | --------- | ---- | -------- |
| 2002 | 5.º | 93 759  | 9,5 / 100,0  | Novo | 12 / 100  | Novo | Governo  |
| 2006 | 2.º | 151 595 | 16,8 / 100,0 | 7,3  | 18 / 100  | 6    | Governo  |
| 2010 | 3.º | 190 025 | 20,1 / 100,0 | 3,3  | 22 / 100  | 4    | Governo  |
| 2011 | 5.º | 111 955 | 12,2 / 100,0 | 7,9  | 13 / 100  | 9    | Oposição |
| 2014 | 3.º | 178 210 | 19,7 / 100,0 | 7,5  | 21 / 100  | 8    | Governo  |
| 2018 | 6.º | 83 675  | 9,9 / 100,0  | 9,8  | 11 / 100  | 10   | Oposição |
| 2022 | 2.º | 113 676 | 12,6 / 100,0 | 2,7  | 16 / 100  | 5    | Oposição |

### Eleições europeias
| Data | CI.  | Votos  | %           | +/-  | Deputados | +/-  |
| ---- | ---- | ------ | ----------- | ---- | --------- | ---- |
| 2004 | 8.º  | 24 467 | 4,3 / 100,0 | Novo | 0 / 8     | Novo |
| 2009 | 10.º | 29 463 | 3,7 / 100,0 | 0,6  | 0 / 8     | 0    |
| 2014 | 4.º  | 36 637 | 8,3 / 100,0 | 4,6  | 1 / 8     | 1    |
| 2019 | 6.º  | 25 252 | 5,3 / 100,0 | 3,0  | 0 / 8     | 1    |